# Bert Grabsch
Bert Grabsch (Wittenberg, 19 de juny de 1975) és un exciclista alemany, professional des del 1997 al 2013. És germà del també ciclista Ralf Grabsch.
Bon rodador, s'especialitzà en les contrarellotges, de les quals en fou un consumat especialista. En aquesta especialitat aconseguí els seus majors èxits: el Campionat del Món de 2008 i quatre Campionats d'Alemanya. El 2007 guanyà una etapa a la Volta a Espanya. Va prendre part als Jocs Olímpics d'Estiu de 2008 i 2012.

## Palmarès
- 1997
  - Vencedor d'una etapa de la Bayern Rundfahrt
- 1998
  - Vencedor d'una etapa del Regio Tour
- 1999
  - Vencedor d'una etapa del Regio Tour
- 2000
  - 1r a Hel van het Mergelland
- 2001
  - Vencedor d'una etapa de la Niedersachsen Rundfahrt
  - Vencedor d'una etapa del Tour de Wallonie
- 2002
  - Vencedor d'una etapa de la Volta a Burgos
- 2005
  - 1r a Rund um die Hainleite
- 2007
  -  Campió d'Alemanya de CRI
  - Vencedor d'una etapa a la Volta a Espanya
- 2008
  -  Campió del món de CRI
  -  Campió d'Alemanya de CRI
  - 1r al Sachsen-Tour i vencedor d'una etapa
  - Vencedor d'una etapa a la Volta a Àustria
- 2009
  -  Campió d'Alemanya de CRI
  - Vencedor d'una etapa al Critèrium del Dauphiné Libéré
- 2011
  -  Campió d'Alemanya de CRI
  - Vencedor d'una etapa de la Volta a Àustria

### Resultats al Tour de França
- 2004. 81è de la classificació general
- 2005. 103è de la classificació general
- 2006. 107è de la classificació general
- 2007. 105è de la classificació general
- 2009. 134è de la classificació general
- 2010. 169è de la classificació general
- 2012. 125è de la classificació general

### Resultats a la Volta a Espanya
- 2004. 86è de la classificació general
- 2007. Abandona (17a etapa). Vencedor d'una etapa
- 2009. Abandona (18a etapa)
- 2011. 136è de la classificació general

### Resultats al Giro d'Itàlia
- 2002. 61è de la classificació general